# المسيحية في كمبوديا

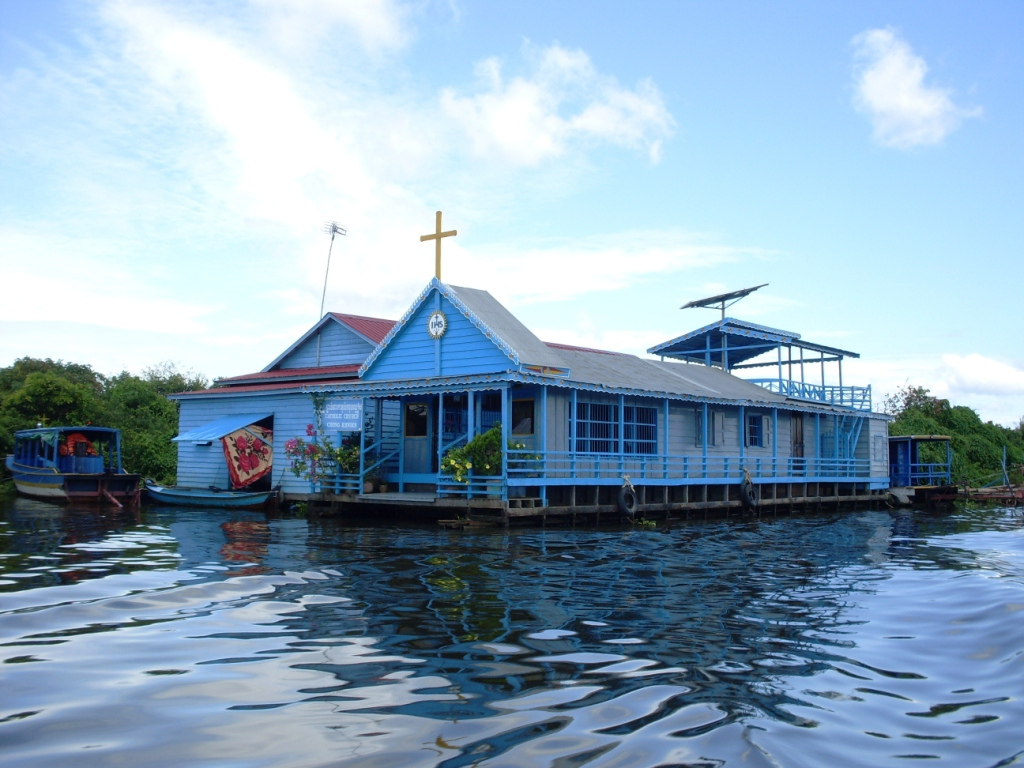
كنيسة عائمة في كمبوديا.

تُشكل المسيحية في كمبوديا رابع أكثر الديانات انتشاراً بين السكان بعد البوذية والإسلام والأديان الشعبيَّة، وبحسب دراسة مركز بيو للأبحاث عام 2010 حوالي 0.4% من سكان كمبوديا من المسيحيين أي حوالي 50,000 نسمة، في حين قدرت موسوعة بريتانيكا نسبة المسيحيين بحوالي 2% من السكان. في حين وفقاً لتعداد السكان ازدات نسبة المسيحيين من 0.4% عام 2008 إلى 0.5% عام 2013. وفقاً لتقرير الحرية في العالم يُمارس العديد من السكان ذوي الأصول الفيتنامية المذهب الكاثوليكية، وهم يشكلون الغالبية العظمى من الكاثوليك في البلاد. وقدرت أعداد الكاثوليك بحوالي 20,000 ويمثلون 0.15% من مجموع السكان. على الرغم من عدم وجود لأبرشيات كاثوليكيَّة في البلاد، الا أنَّ هناك ثلاثة ولايات إقليمية - منها النيابة الرسولية، تغطي الأراضي الكمبوديَّة.
تختلف التقديرات غير الحكومية حول نسبة السكان البروتستانت، بما في ذلك المسيحيين الإنجيليين، ولكنها تشير في الغالب إلى أنَّ النسبة هي أقل من 2% من إجمالي السكان. يذكر أن أعداد أتباع كنيسة يسوع المسيح لقديسي الأيام الأخيرة في تزايد في كمبوديا. كما وتعتنق أقلية من شعب تشام في كمبوديا المسيحيَّة ديناً.

## تاريخ

### العصور المبكرة

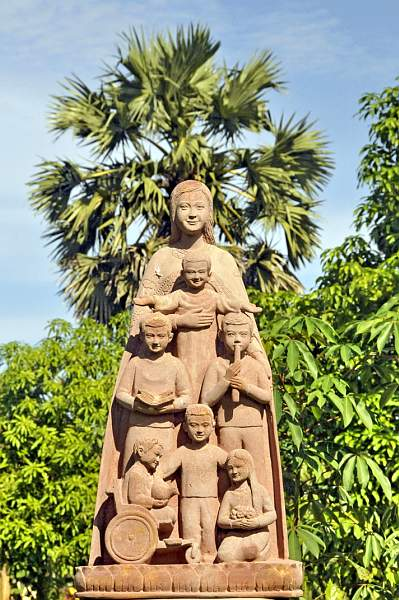
تمثال مريم العذراء في كمبوديا.

وفقاً لبول إليسون نشط المرسلين من كنيسة المشرق النسطورية في الهند الصينية وقد قدموا من بلاد فارس وبلاد الرافدين إلى آسيا الوسطى والصين لبناء وتأسيس الكنائس. وأثبت الحجر التذكاري للمسيحية النسطورية في شيان بالصين، أن الكنائس النسطورية قد ازدهرت في عهد سلالة تانغ الحاكمة في القرن العاشر. واختفت المسيحية السريانية بشكل نهائي في الصين عقب النزاعات الداخلية والانشقاقات الكاثوليكية في كنيسة المشرق ابتداءً من منتصف القرن السادس عشر.
تم الاتصال الرسمي بين كمبوديا والمسيحية خلال القرن السادس عشر. وفقاً لذلك، عُرفت كمبوديا في أوروبا من خلال المبشرين الرومان الكاثوليك. البعثات الكاثوليكية التي شاركت في التبشير في هذا البلد انتمت إلى الرهبنة الدومينيكانية والفرنسيسكانية واليسوعيَّة. ومع ذلك، فإن البعثات الكاثوليكية والإستعمار الأوروبي تماسكت منذ البداية. ظهرت أول بعثة مسيحية معروفة في كمبوديا على يد غاسبار دا كروز، وهو برتغالي من الرهبانية الدومينيكانية، وذلك في عام 1555 وعام 1556. ووفقًا لروايته فشلت بعثته بسبب حكم البلاد من قبل ملك ومسؤولين براهمان؛ ويذكر الراهب أنه وجد البراهمان كانوا الأكثر صعوبة في التحول للمسيحيَّة. حيث وجد أن الشعب لا يستطيع التحول من دون موافقة الملك، وغاد الراهب البرتغالي البلاد. في منتصف القرن السادس عشر، جاء المبشرون الإسبان والبرتغاليين إلى كمبوديا، على أمل تحويل السكان المحليين إلى المسيحية وانضمام كمبوديا إلى الإمبراطورية الإسبانية. وقد حققوا بعض النجاح مع الأقليات، ولكن القليل منهم كانوا من الخمير البوذيين.
في عام 1588، قام مبشر إسباني من الرهبانية الدومينيكانية بزيارة هذا كمبوديا، لكنه عانى من «الإستشهاد». حيث قُتل اثنين من المبشرين الكاثوليك، وأغلقت هذه الدولة مرة أخرى أبوابها أمام البعثات المسيحية، وفي عام 1594 أرسل الملك أبرام لانغارا رسالة إلى الحاكم الاستعماري الإسباني في مانيلا يطلب فيها مساعدة كمبوديا من الغزو التايلاندي. ووعد «بالتنازلات التجارية والمعاملة الحسنة للرهبان الراغبين في التبشير والوعظ في الدولة» مقابل ذلك. وتمنى الملك أبرام لانغرا أن يصبح مسيحياً «بسبب علاقاته العميقة وتجارته مع الرهبان البرتغاليين والكاثوليك».

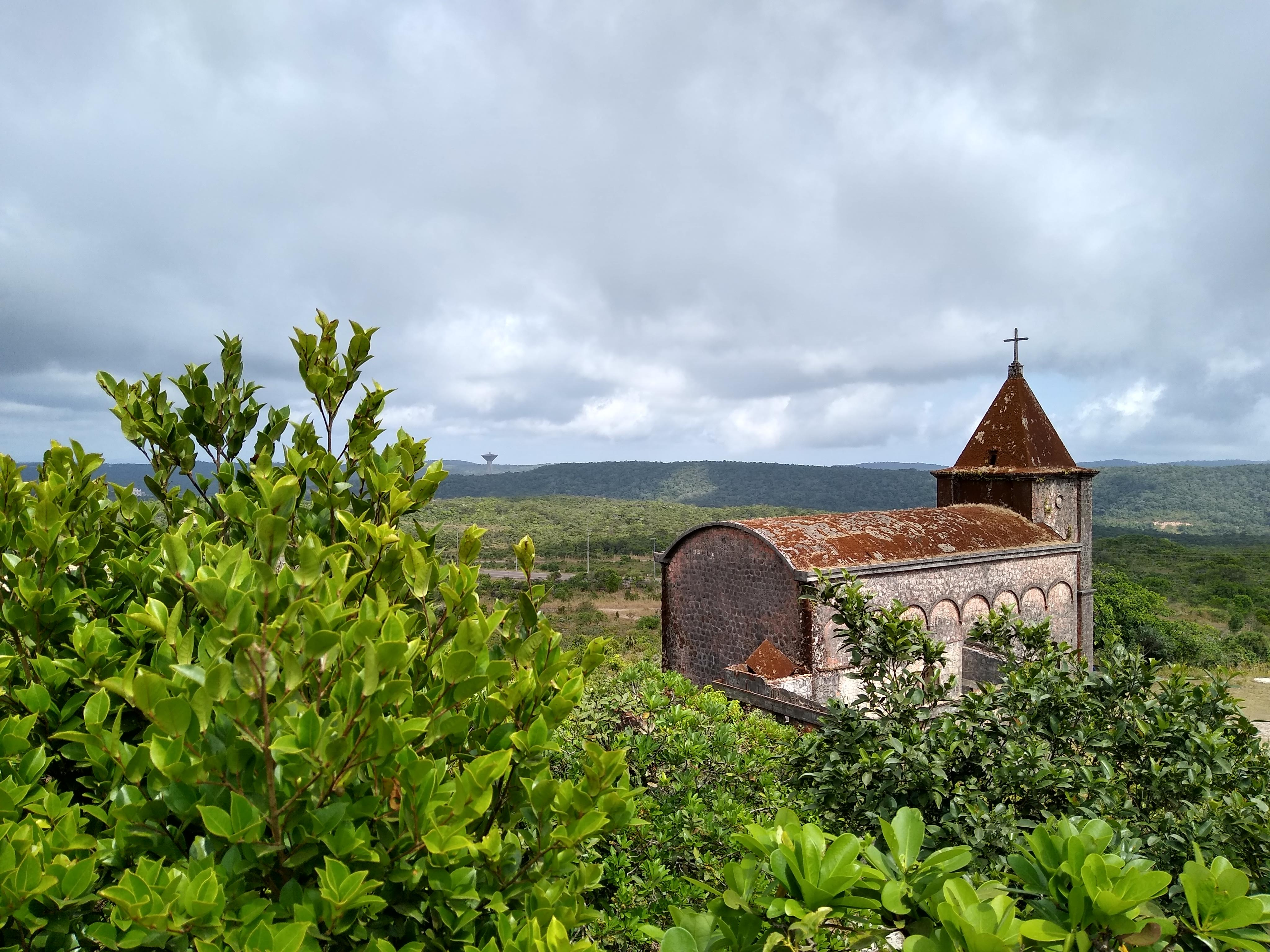
كنيسة بوكور في كامبوت.

شهد القرن السابع عشر في كمبوديا غياب المبشرين المسيحيين، بينما كان هناك العديد من التجار المسيحيين القادمين من الصين والبرتغال واليابان وهولندا. وتشير وثائق مختلفة إلى وجود المسيحيين الكاثوليك اليابانيين في كمبوديا خلال القرن السابع عشر. تمرد المسيحيون الكاثوليك في اليابان على الحكومة المحلية بسبب معاملتها السيئة واضطهادها لهم، لذلك دعمت السفينة البحرية البرتغالية المسيحيين بإطلاق مدافع ضد جنود الحكومة. في نهاية المطاف تم طرد جميع البرتغاليين من اليابان. لذا جلب المبشرون البرتغاليون المسيحيين اليابانيين إلى كمبوديا وفيتنام. بلغ تعداد المجتمع الياباني الكاثوليكي آنذاك حوالي 8,000 في فيتنام. في حين وصل حوالي 70 مسيحيًا يابانيًا وبعض المبشرين البرتغاليين الكاثوليك إلى كمبوديا في أوائل القرن السابع عشر هربًا من الاضطهاد في اليابان. في ذلك الوقت طُرد التجار البريطانيون والبروتستانت المبشرين الكاثوليك من الأراضي الكمبودية. أرسل المسيحيون اليابانيون في كمبوديا رسالة يطلبون فيها إرسال كاهن لرعايتهم الروحيَّة، وذكرت الرسالة أن هناك بعض اليابانيين غير المسيحيين. في وقت لاحق، جاء عدد قليل من اليسوعيين إلى كمبوديا مرة أخرى لخدمة المجتمع الياباني في كمبوديا. كما كان هناك مجموعة كبيرة من المسيحيين اليابانيين، المنفيين بشكل رئيسي، الذين لعبوا دورًا محوريًا في التجارة الكمبودية كأقلية وسيطة، ليس فقط مع اليابان ولكن أيضًا وسطاء للتجار الغربيين.
في عام 1660 وصلت مجموعة من البرتغاليين الأور-آسيويين إلى كمبوديا من جزيرة جزر الملوك هرباً من الإضطهاد من قبل البروتستانت الهولنديين. في نفس الوقت تقريبًا، انضم حوالي خمسين من الكاثوليك الفيتناميين إلى المجتمع الكاثوليكي. أصبح المبشر الفرنسي لويس شفيريل محبطًا من اللامبالاة الكمبودية والصراعات الأوروبية التي تركها في عام 1665. صل نيكولاس ليفاسير من مؤسسة بعثات باريس التبشيرية إلى كمبوديا في 15 مايو عام 1768، وقام بدارسة اللغة الخميرية بمساعدة بعض الرهبان البوذيين. وقام بترجمة التعليم المسيحي والعديد من الأعمال الأدبيَّة المسيحية إلى اللغة الخميرية. وقام بتجميع قاموس باللغة الحميرية-اللاتينية، والذي تمت ترجمته إلى اللغة الفرنسية في وقت لاحق، كما وأسس مدرسة صغيرة لتدريب الكهنة. عشية الإستعمار في عام 1850 عندما كانت الرعية المسيحية الكمبودية تنتمي روحياً إلى فيتنام، وكان هناك 600 مسيحي كمبودي.

### الهند الصينية الفرنسية

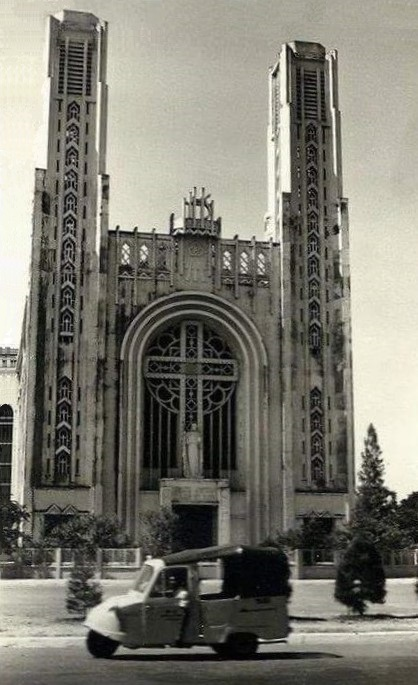
كاتدرائية نوتردام في بنوم بنه.

في عام 1863، استغلت فرنسا الصراع المستمر والطويل بين تايلاند وكمبوديا من أجل إخضاع البلاد لسيطرتها الاستعمارية، حيث تظاهرت فرنسا بالدفاع عن مصالح كمبوديا. ووفقًا لذلك، سمح الملك الكمبودي بحرية الدين، فاستأنفت الكنائس الكاثوليكية مهامها في هذا البلد، مارس الاستعمار الفرنسي أشكال من التمييز ضد الكمبوديين، مما أدى في النهاية إلى إعاقة أعمال البعثات الكاثوليكية في كمبوديا. ميزت الحكومة الاستعمارية الفرنسية لصالح الفيتناميين وجعلت اللغتين الفرنسية والفيتنامية بمكانة اللغات الرسميَّة للهند الصينية الفرنسية، في حين تم استخدام اللغة الكمبودية بين «عامة الناس». وقامت الحكومة الإستعمارية الفرنسية بتشغيل الفيتناميين في المكاتب الحكومية، مما ولدّ شعور الكراهية بين الكمبوديين ضد الفرنسيين والفيتناميين، وأدى ذلك إلى إعتبار الكنيسة الكاثوليكية دين الحكام والعدو. ومنذ عام 1897 أرسلت دار الكتاب المقدس البريطانية والأجنبية ترجمات للكتاب المقدس إلى بنوم بنه، في عام 1896 وصل والد جيمس البروتستانتي إلى سايغون لترجمة الإنجيل إلى اللغة الكمبودية للكنيسة في كمبوديا. على الرغم من ذلك لم تسمح الحكومة الإستعمارية الفرنسية للبعثات البروتستانتية للعمل والتبشير في الأراضي الكمبودية.
على الرغم من الإستعمار الفرنسي للبلاد في القرن التاسع عشر، لم يكن للمسيحية تأثير كبير في البلاد. في عام 1972 كان هناك حوالي 20,000 من المسيحيين في كمبوديا، معظمهم من الكاثوليك. كان أغلب الفرنسيين في كمبوديا من المسيحيين الكاثوليك، إلى جانب السكان من أصول أوروبيَّة وكمبودية مختلطة. قبل طرد الفيتناميين في عام 1970 وفي عام 1971، عاش ما يقرب من 62,000 من المسيحيين في كمبوديا. وكانت القومية الكمبودية والأحزاب المؤيدة لها مثل «كمبوديا حرة» معادية للمسيحية والغرب. تحت قيادة الملك نورودوم سيهانوك دعم حزب المجتمع الاشتراكي الشعبي نظام الملكية، وسعى من أجل الاستقلال الوطني، ودعم البوذية. توسعت هذه الحركة تدريجياً على نطاق واسع وكان لها تأثير كبير على السكان المحليين، ودعت إلى تدمير الكنائس المسيحية. وقامت بالضغط ببطء على الكنائس المسيحية، في الستينيات من القرن العشرين كانت معظم المدارس الكاثوليكية فيتنامية مع 80 مدرسة وحوالي 70 معلمًا وحوالي 15,000 طالب. واضطرت هذه المدارس إلى التدريس باللغة الكمبودية وأغلقت في وقت لاحق بالقوة.
وفقًا لإحصاءات الفاتيكان في عام 1953، بلغ عدد أتباع الكنيسة الرومانية الكاثوليكية حوالي 120,000 نسمة، مما جعلها في ذلك الوقت، ثاني أكبر الأديان في البلاد، وأشارت التقديرات إلى أن حوالي 50,000 من الكاثوليك كانوا من أصول فيتناميَّة. بالإضافة إلى عدد من الكاثوليك الأوربيين خصوصًا من الفرنسيين المتبقين في كمبوديا بعد عام 1972، وهم أساسًا من الأوروبيين الفرنسيين والأورو-آسيويون من أصول فرنسيَّة. ذكرت شتاينبرغ، أن في عام 1953، دخلت البعثة الأمريكية المحافظة ورعت مدرسة لتدريب المعلمين في بنوم بنه، كما وعملت البعثات المعمدانية في باتامبانغ وسييم ريب. تأسست بعثة التحالف المسيحي التبشيري في كمبوديا عام 1923، وبحلول عام 1962، كان قد تحول 2,000 شخص للمسيحية.

### كمبوديا الخمير الحمر

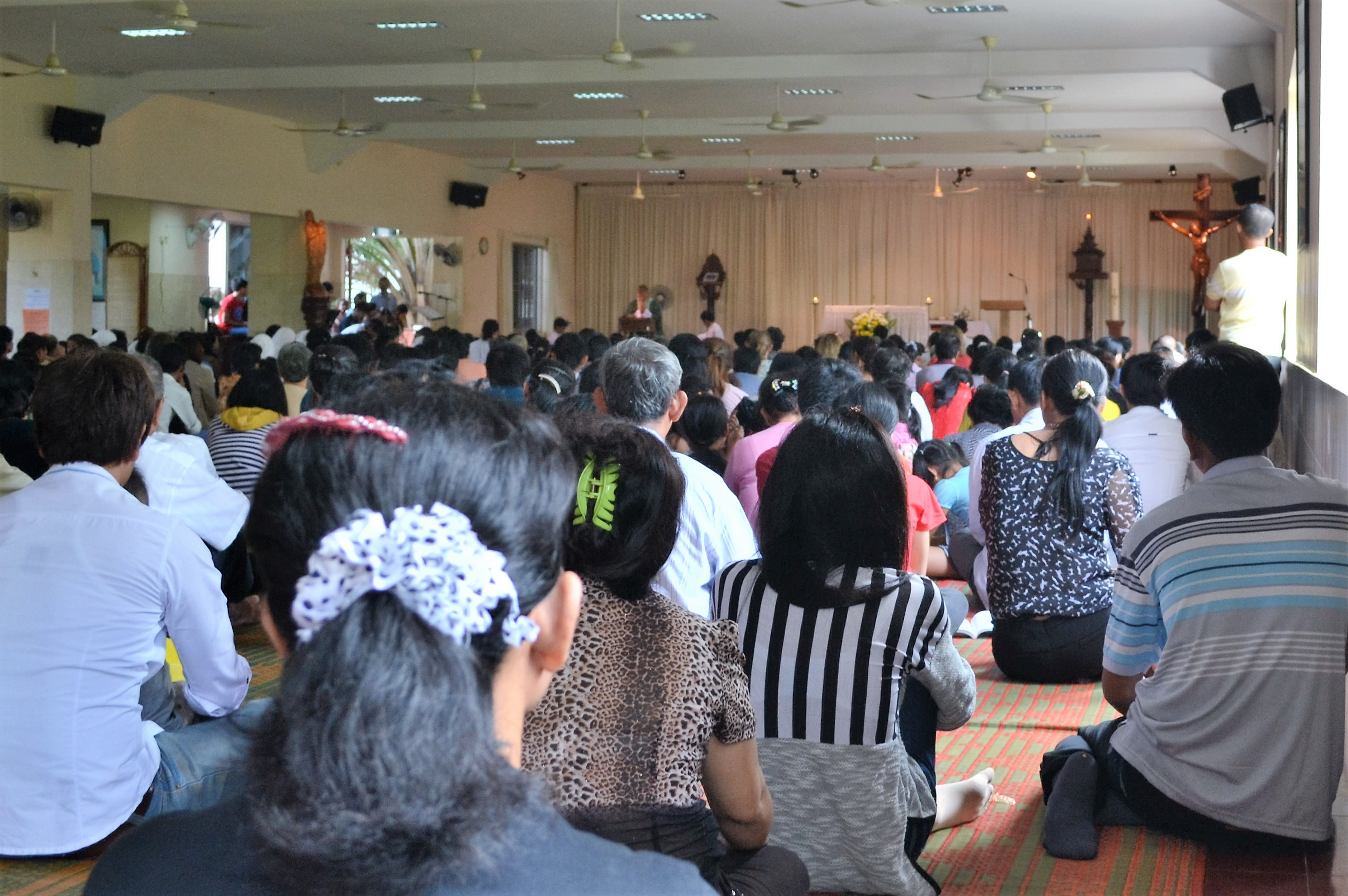
مسيحيين يؤدون الصلوات في كنيسة القديس يوسف في بنوم بنه.

تزايد النشاط التبشيري البروتستانتي الأمريكي في كمبوديا، خاصًة بين بعض قبائل التلال وبين شعب تشام، وذلك بعد قيام جمهورية الخمير الحمر. في تعداد عام 1962، سُجَل وجود 2,000 بروتستانتي في كمبوديا. في عام 1982 ذكر الجغرافي الفرنسي جان ديفلت أن ثلاث قرى مسيحية كانت موجودة في كمبوديا، لكنه لم يعط مؤشرًا على الحجم والموقع، أو نوع من أي منها. تتميز الستينات من القرن العشرين بتأميم مدارس ومؤسسات وممتلكات الإرساليات المسيحية في آسيا وأفريقيا، ولم يكن هذا بإستثناء في كمبوديا. أدى تأميم المدارس والمؤسسات الكاثوليكية إلى طرد المسيحيين الفيتناميين من كمبوديا. خاصةً بعد مذابح الفيتناميين التي ارتكبها الخمير الحمر في عام 1970 والتي تسببت في مغادرة الفيتناميين البلاد. في ذلك الوقت، أغلقت الحكومة 16 كنيسة وحوالي 17 مدرسة مسيحية، وكان المتحولين الكاثوليك بشكل أساسي من بين المجموعة الاجتماعية من العبيد ومن نسل الزيجات المختلطة بين البرتغاليين والخمير، وأصبح الفيتناميون أغلبية في الكنائس، لأنه كان أغلب المتحولين الكاثوليك عرقياً من الفيتناميين الذين لجأوا إلى كمبوديا. لذلك أطلق السكان المحليين على الكاثوليكية «الدين الفيتنامي».
أحدث المجمع الفاتيكاني الثاني (1962-1965) تغييرًا في حياة الكنيسة الكاثوليكية في كمبوديا، حيث وضع دستور الليتورجيا استخدام اللغة اللاتينية كلغة ليتورجية. وبدأت الكنيسة استخدام اللغة الخميرية في الصلوات والطقوس الدينيَّة. ولكن نتج عن ذلك العديد من الصعوبات، لأن الأشخاص المنحدرين من أصول فيتناميَّة لم يكن لديهم سوى معرفة أولية للغة الوطنية في كمبوديا. في الستينات من القرن العشرين، حاولت الكنيسة الكاثوليكية في كمبوديا وضع سياق للكنائس وفقًا للتقاليد الثقافية والدينية للبلاد. وتمت ترجمة وكتابة وثائق الكنيسة، والتعليم المسيحي، والكتب الليتورجية باللغة الوطنية.

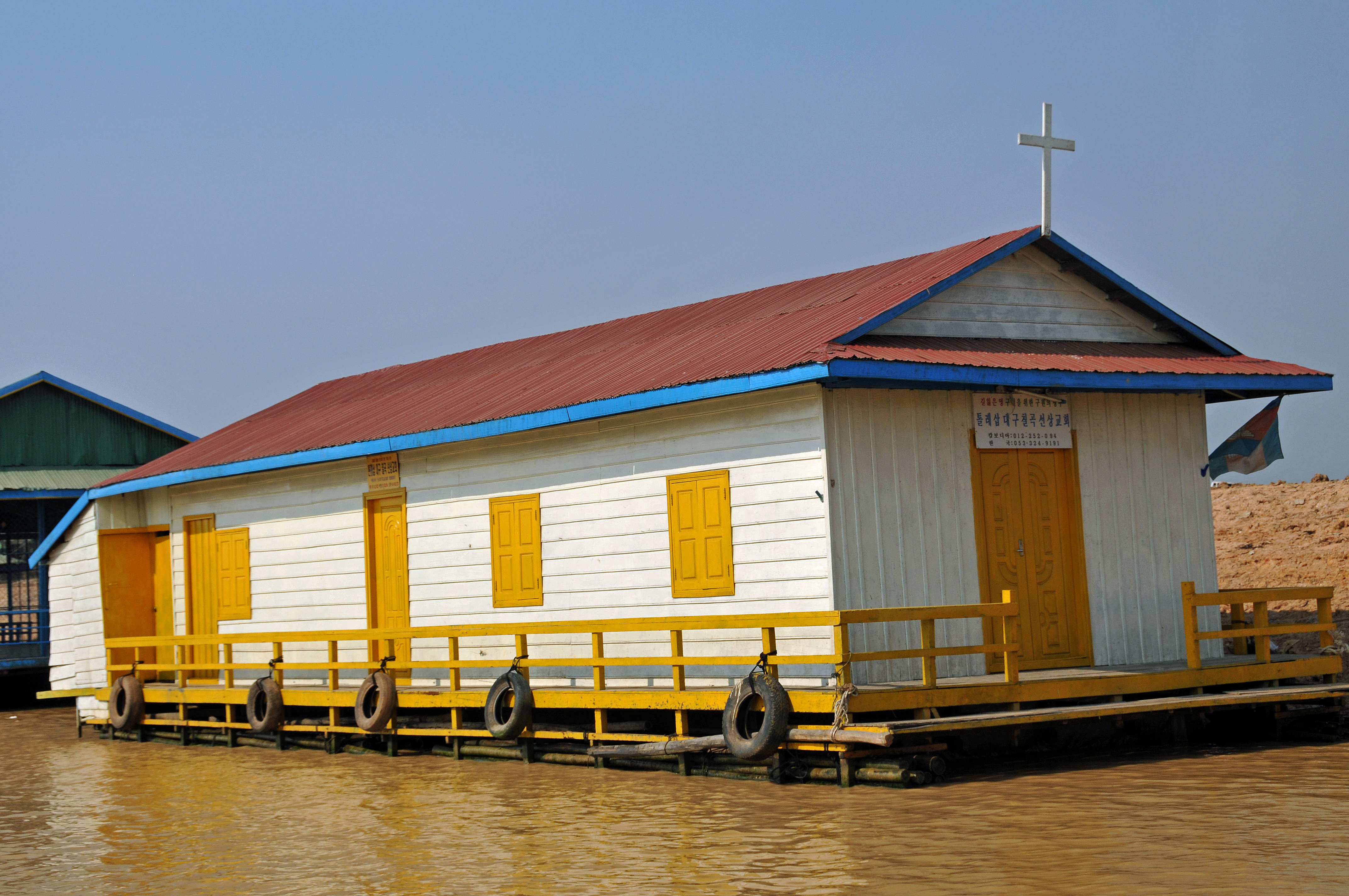
كنيسة عائمة في كمبوديا.

اتبعت حكومة لون نول سياسة مناهضة للفيتناميين وأمرت بطرد 250,000 شخص من الفيتناميين وقامت بترحيلهم من كمبوديا إلى فيتنام، وأفادت الكنيسة أن من بين هؤلاء المُرَّحلين كان حوالي 50,000 من الكاثوليك، والذين شكلوا ثلاثة أرباع الكاثوليك الذين كانوا يعيشون في كمبوديا في ذلك الوقت. وشهدت الكنائس البروتستانتية الكمبودية انتعاشاً ونمواً خلال هذه الفترة، ومن عام 1968 حتى عام 1975 زادت الكنائس البروتستانية في كمبوديا بسرعة إلى ما يقرب من 10,000 عضو مع 30 قساٍ. وفي خضم حالة الحرب، شاركت الكنائس والبعثات البروتستانتية في العديد من الخدمات الاجتماعية وأستهدفت الأشخاص الذين يعانون. وهكذا نمت بسرعة من 19 كنيسة وسبعة أماكن اجتماع إنجيلي وحوالي 640 عضوًا في عام 1970 إلى 38 كنيسة وحوالي 5,000 عضو في عام 1974.
في عام 1976 وصل الخمير الحمر إلى الحكم وأعلن عن دولة كمبوتشيا الديمقراطية والتي تبنت الإلحاد رسميًا، وبالتالي عانى المجتمع المسيحي في كمبوديا من حملات اضطهات واسعة إلى جانب كل من البوذيين والمُسلمين وقد تخللت هذه الحملات اعدامات وسجن المؤمنين وهدم الكنائس والمعابد. بين الأعوام 1975 حتى 1979 قاد بول بوت حملة من المذابح التي أودت بحياة ثلاثة ملايين شخص. وقد حظر حكومة بول بوت جميع الأديان وتأثر المجتمع المسيحي سلبًا من حظر الأديان والمذابح التي قام بها الخمير الحمر. عندما وصل وصل الخمير الحمر إلى السلطة، عاش حوالي 60,000 مسيحي كاثوليكي في كمبوديا، منهم 4,000 فقط من الخمير بينما كان معظمهم من الفيتناميين. نجا عدد قليل من المسيحيين الكاثوليك من مذابح بول بوت، منذ أوائل الثمانينيات من القرن العشرين بدأ العديد من المسيحيين الكاثوليك الناجين في العودة إلى كمبوديا. وفتحت العديد من الجماعات الكاثوليكية الأنشطة الدينية مرة أخرى عن طريق تنظيم الخدمات الليتورجية دون كهنة. في أيام الأحد والأعياد، التقى الكاثوليك إن أمكن للمارسة الطقوس المسيحية. طور عدد قليل من المسيحيين الكاثوليك والبروتستانت أشكال جديدة من التعاون المسكوني والمساعدة المتبادلة خلال هذه الفترة. من بين 10,000 بروتستانتي قتل 8,000 في حقبة الخمير الحمر، وبسبب مكانتها البارزة، تم تفجير كاتدرائية نوتردام الكاثوليكية الكبيرة في بنوم بنه وكنيسة الخمير الإنجيلية في باتامبانج.

### نهاية حكم الخمير الحمر

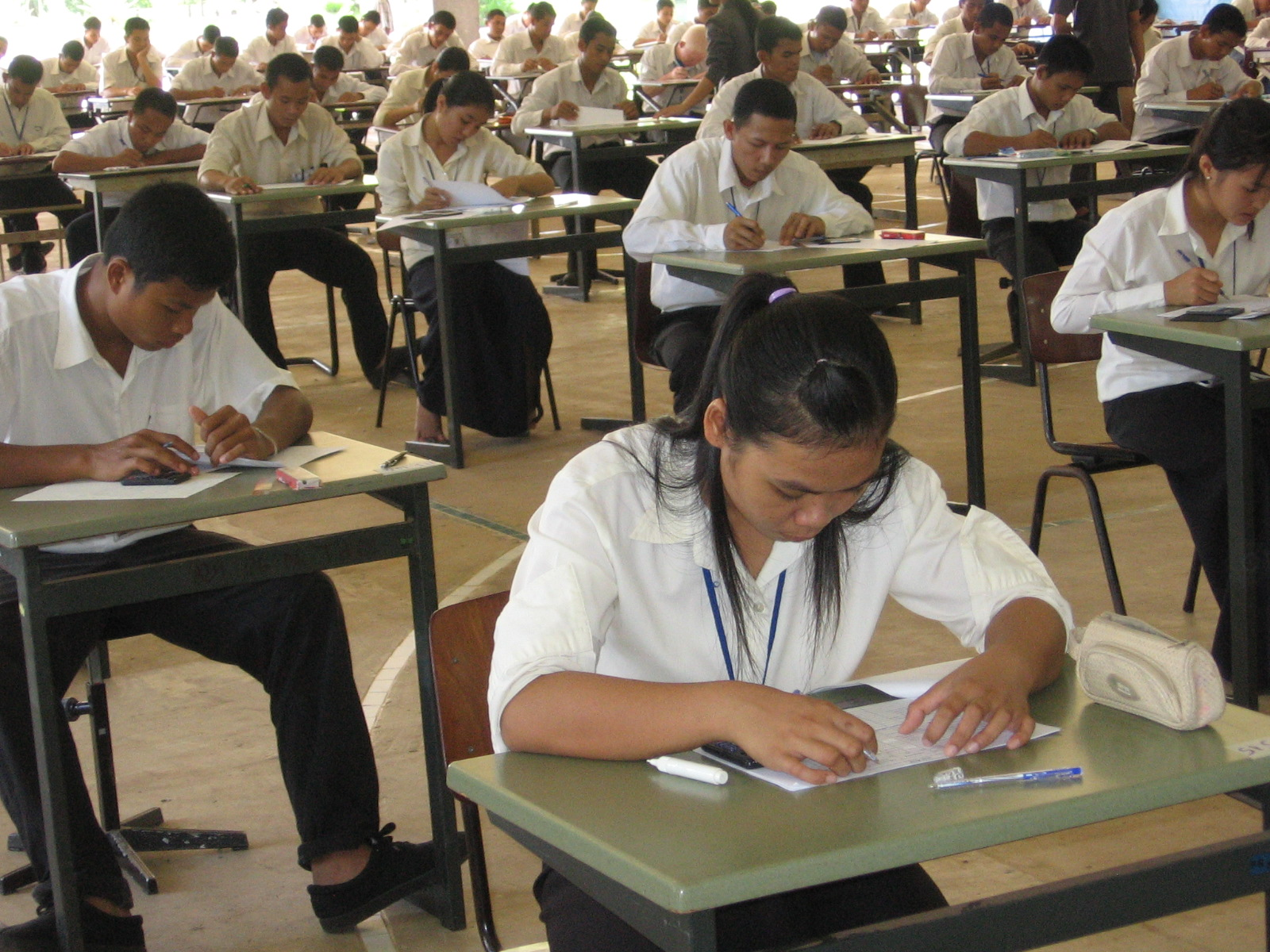
طلاب في مدرسة دون بوسكو الساليزيانية في بنوم بنه.

أفاد المراقبون بأنه في عام 1980 كان أكثر اللاجئين في مخيمات تايلاند من المسيحيين الفارين من نظام الخمير الحمر، وتشير التقارير إلى تحول 20,000 كمبودي إلى المسيحية في مخيمات اللاجئين في فترة زمنية قصيرة. حيث أفاد الكثير منهم أنهم أصيبوا بخيبة أمل من البوذية، وشكوا من أن البوذية لا تستطيع إنقاذ البلاد. وفي حين قطع بعض المسيحيين الكمبوديين جميع العلاقات مع البوذية، فإن العديد من المتحولين الجدد حافظوا على روابط وثيقة بالتقاليد البوذية واستمروا في المشاركة في الاحتفالات البوذية التقليدية على الرغم من ترددهم على الكنائس المسيحية.
حتى يونيو عام 1980، عُقدت خمس خدمات بروتستانتية أسبوعية في بنوم بنه من قبل راعي محلي، ولكن هذا تحوّل في النهاية إلى خدمة أسبوعية بعد مضايقات من الشرطة المحليّة. تشير تقديرات الراعي إلى أنه في عام 1987 كان المجتمع المسيحي في كمبوديا قد تقلص إلى بضعة آلاف فقط من الأعضاء. في عام 1989 أعلن رئيس الوزراء هون سين عن دستور جديد. اعترفت المؤسسة بأن البوذية هي دين الدولة وكفلت الحرية الدينية لباقي الأقليات الدينية. لذلك كان على الكاثوليك الانتظار حتى 14 أبريل عام 1990، قبل أن يحصلوا على إذن رسمي من الحكومة للتجمع للاحتفال بعيد القيامة في مبنى عام في بنوم بنه، واعتبارًا من عام 1991 بدأ الكاثوليك في إعادة بناء الكنائس. في عام 1991 أسست الرهبنة الساليزيانية مدارس فنية في بنوم بنه ولاحقًا في سيهانوكفيل. في عام 2002، بلغ عدد الكهنة الذين يعملون في كمبوديا 50 منهم خمسة فقط من كهنة الخمير الأصليين. بدأت المدرسة الكاثوليكية الرئيسية في كمبوديا عملها في البداية في باتامبانج، وجاء الكاثوليك الكوريون إلى كمبوديا وأقاموا كنائس ناطقة باللغة الكورية لخدمة الأعداد الصغيرة من الكوريين في بنوم بنه. يُذكر أن أعداد أتباع كنيسة يسوع المسيح لقديسي الأيام الأخيرة في تزايد في كمبوديا، حيث تدعي االكنيسة أن أعداد أعضاءها يترواح من 7,000 إلى 8,000 شخص.
وفقاً لتعداد السكان ازدات نسبة المسيحيين من 0.4% عام 2008 إلى 0.5% عام 2013. ويميل المسيحيين إلى السكن في المناطق الحضرية، حيث أنَّ 1.1% من سكان المناطق الحضرية من المسيحيين. كما وتضم المنطقة الساحلية على أعلى نسبة للمسيحيين في البلاد مع حوالي 0.6% من السكان. وكان حوالي 50% من المسيحيين في كمبوديا من الذكور وحوالي 50% من الإناث. وفقاً لتعداد السكان عام 2013 كان 26.3% من المسيحيين من عمر 0 إلى 14 سنة، وكان 67.9% من عمر 15 إلى 59 سنة، في حين كان 5.8% من عمر 60 وما فوق. ويُعد المسيحيين المجموعة الدينيَّة الأكثر تعلمًا في كمبوديا حيث وفقًا لدراسة قامت بها مركز بيو للأبحاث عام 2016 تحت اسم الدين والتعليم حول العالم حوالي 11% من المسيحيين في كمبوديا حاصلين على تعليم عال ومن حملة الشهادات الجامعيَّة، بالمقارنة مع 2% من البوذيين وحوالي 1% من المُسلمين في كمبوديا.

## الطوائف المسيحية

### الكاثوليكية

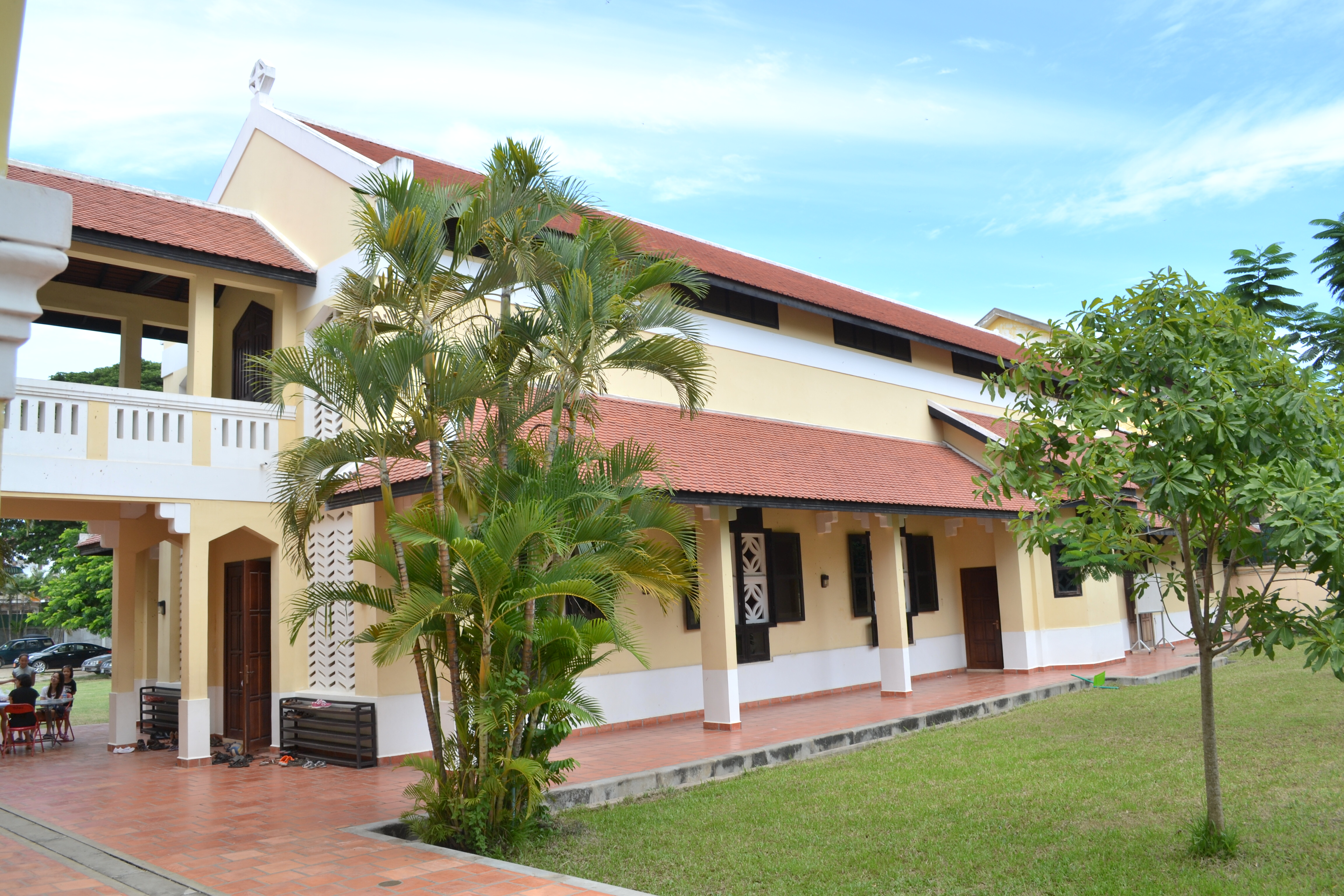
كنيسة القديس يوسف الكاثوليكية في بنوم بنه.

الكنيسة الكاثوليكية الكمبوديَّة هي جزء من الكنيسة الكاثوليكية العالمية في ظل القيادة الروحية للبابا في روما، وتضم الكنيسة الكاثوليكية الكمبوديَّة حوالي 20 ألف عضو، في حين تقدر صحيفة بنوم بنه بوست تعداد الكاثوليك بحوالي 25,000. وقدرت صحيفة ديبلومات عام 2017 أعداد الكاثوليك بحوالي 75,000 ومعظمهم من الفيتناميين.
وفقاً لتقرير الحرية في العالم يُمارس العديد من السكان ذوي الأصول الفيتنامية المذهب الكاثوليكية، وهم يشكلون الغالبية العظمى من الكاثوليك في البلاد. وعلى الرغم من عدم وجود لأبرشيات كاثوليكيَّة، هناك ثلاثة ولايات إقليمية - منها النيابة الرسولية.
عانت الكنيسة الرومانية الكاثوليكية معاناة شديدة في كمبوديا، وعلى خلاف فيتنام المجاورة والتي تضم على حوالي 6 ملايين كاثوليكي، فإن الحضور الكاثوليكي في كمبوديا هامشي وصغير. ويعزو بعض الباحثين ذلك إلى بطء المبشرين الكاثوليك في ترجمة الكتاب المقدس إلى اللغة الوطنيَّة، وإرتباط البعثات التبشيرية الكاثوليكية مع الاستعمار الفرنسي؛ حيث جلب الإستعمار الفرنسي القومية الكمبودية المعادية للفرنسيين والمسيحيين. كما أدّت المحسوبية للفيتناميين إلى اعتبار الكمبوديين الكاثوليكية ديانة العدو والحكام والسلطة الإستعمارية.

### البروتستانتية
سجلت الطوائف البروتستانتية المختلفة نموًا ملحوظًا منذ التسعينات من القرن العشرين، وبحسب بعض التقديرات الحالية يشكل المسيحيون ومعظمهم من البروتستانت بين 2% إلى حوالي 3% من مجمل سكان كمبوديا. وفقًا لدراسة المؤمنون في المسيح من خلفية مسلمة: إحصاء عالمي وهي دراسة أجريت من قبل جامعة سانت ماري الأمريكيّة في تكساس سنة 2015 وجدت أنَّ حوالي 1,100 مُسلم كمبودي تحول إلى المسيحية على المذهب الإنجيلي. وينخرط العديد من البروتستانت الكمبوديين الأمريكيين في التبشير والتعليم والخدمة الاجتماعية.